# 그레고리 나지
그레고리 나지(Gregory Nagy, 헝가리어: Nagy Gergely, pronounced [ˈnɒɟ ˈgɛrgɛj]; 1942년 10월 22일 ~)는 미국 하버드 대학교 고전학 교수로, 호메로스와 고졸기 그리스 시가를 전문으로 한다. 나기는 일리아스와 오디세이아의 구술 낭독 작사에 대한 밀먼 패리와 알버트 로드의 이론을 확장한 것으로 유명하다.

## 학력 및 경력
나지는 1962년 인디애나 대학교에서 고전학과 어문학 문학사 학위를 받았으며, 1966년 하버드 대학교에서 고전문헌학 박사 학위를 받았다.
1966년부터 하버드 대학교 교수로 재직하고 있다. 1989년부터 1994년까지 하버드의 문학 전문 학부장이었으며, 1994년부터 2000년까지 하버드 대학교 고전학과의 학과장이었다. 1990학년도부터 1991학년도까지 미국 언어학회 회장을 맡기도 하였다. 2000년부터 워싱턴 DC에 위치한 하버드 연계 연구 시설인 그리스 고전 연구 센터 소장으로 활동하고 있다. 하버드 고전 그리스 문학 프랜시스 존스 교수이자 비교 문학 교수이며, 매사추세츠 캠브리지 하버드 캠퍼스에서 반나절 근무로 강의하고 있다.

## 무크 제공
2013년 하버드는 지난 수십년 간 하버드 학생 수천명이 수강한 나지의 인기 강좌, 고대 그리스의 영웅을 edX를 통해 대규모 온라인 강좌로 제공하였다. 나지 교수를 지원하기 위해 하버드는 동문들에게 온라인 멘토 및 토론 그룹 관리자로 봉사해줄 것을 간청하였다. 열 명 정도의 이전 교수진도 자원하였다. 자원 봉사자들의 업무는 교재의 온라인 반 토론에 초점을 맞추었다. 이 강좌 과정은 27,000명의 학생이 등록하였다.

## 사생활
나지의 아내 올가 데이비슨은 브랜다이스 대학교의 인문학 과정 강사이자 일렉스 재단의 재단장으로, 부부가 함께 1986년부터 1990년까지 커리어 하우스의 학부장으로 일하였다.
나지는 같은 분야에서 활동하는 두 명의 형제가 있다. 블레즈 나지는 매사추세츠주 워체스터에 위치한 홀리 크로스 칼리지의 고전학 교수이며, 조셉 F. 나지는 하버드 대학교의 켈트어문학과의 헨리 L. 섀턱 아일랜드 연구 교수이다.

## 저술

### 서적

#### 단독 저자
- Nagy, Gregory, Greek Dialects and the Transformation of an Indo-European Process (Harvard University Press, 1970)
- Nagy, Gregory, Comparative Studies in Greek and Indic Meter (Harvard University Press, 1974)
- Nagy, Gregory, The Best of the Achaeans: Concepts of the Hero in Archaic Greek Poetry, Revised Edition (Johns Hopkins University Press, 1998; original publication, 1979)
- Nagy, Gregory, Greek Mythology and Poetics (Cornell University Press, 1990)
- Nagy, Gregory, Pindar's Homer: The Lyric Possession of an Epic Past 보관됨 2016-09-15 - 웨이백 머신 (Johns Hopkins University Press, 1990)
- Nagy, Gregory, Poetry as performance. Homer and beyond. (Cambridge University Press, 1996)
- Nagy, Gregory, Homeric Questions (University of Texas Press, 1996)
- Nagy, Gregory, Plato's Rhapsody and Homer's Music : The Poetics of the Panathenaic Festival in Classical Athens (Harvard University Press, 2002)
- Nagy, Gregory, Homeric Responses (University of Texas Press, 2003)
- Nagy, Gregory, Homer's Text And Language (University of Illinois Press, 2004)
- Nagy, Gregory. Homer: The Preclassic (University of California Press, 2010)
- Nagy, Gregory. The Ancient Greek Hero in 24 Hours (Harvard University Press, 2013)

#### 편집자, 공동 저자
- Victor Bers and Nagy, G. eds., The Classics In East Europe: From the End of World War II to the Present (American Philological Association Pamphlet Series, 1996)
- Nicole Loraux, Nagy, G., and Slatkin, L., eds., Postwar French Thought vol. 3, Antiquities (New Press, 2001)
- Nagy, Gregory ed. with very brief introductions to collections of reprinted articles, Greek Literature (Taylor and Francis, London, 2001; Routledge, 2002), 9 vols. Vol. 4, item 14, was reprinted without the permission of the author, nor with, as alleged, the permission of the journal in question.

### 논설
- Nagy, Gregory, "The Professional Muse and Models of Prestige in Ancient Greece," Cultural Critique 12 (1989) 133–143
- Nagy, Gregory, "Early Greek Views of Poets and Poetry," in: The Cambridge History of Literary Criticism, vol. 1 (ed. G. Kennedy; Cambridge 1989; paperback 1993) 1–77
- Nagy, Gregory, "The Crisis of Performance," in: The Ends of Rhetoric: History, Theory, Practice (ed. J. Bender and D.E. Wellbery; Stanford 1990) 43–59
- Nagy, Gregory, "Distortion diachronique dans l'art homérique: quelques précisions," in: Constructions du temps dans le monde ancien (ed. C. Darbo-Peschanski; Paris 2000) 417–426.